# Liceo Salvadoreño
El Liceo Salvadoreño es una institución católica educativa de carácter privado fundada en 1881, ubicada en San Salvador, El Salvador. Administrada desde 1924 por la Congregación de los Hermanos Maristas, constituye uno de los centros educativos más importantes del país.
La educación en dicha institución está regida bajo los lineamientos de la Congregación de los Hermanos Maristas fieles al carisma de su fundador San Marcelino Champagnat quien inspiró su modelo educativo en el ejemplo de la Virgen María.

## Historia

### Desde 1880 a 1924
La fundación del Liceo Salvadoreño se debe a la iniciativa del Arzobispo de San Salvador Mons. Adolfo Pérez y Aguilar, quien propuso a la Asamblea Legislativa la fundación de una institución educativa para varones bajo la tutela eclesiástica. La solicitud del entonces obispo fue aprobada el 6 de noviembre de 1880, y publicada en el Diario Oficial el 3 de diciembre del mismo año.
El Colegio comenzó con 58 alumnos en calidad de internos, y con 54 en calidad de externos. En aquel entonces se ubicaba el colegio en la llamada "Casa de Madera", donde actualmente funciona el "Colegio Divino Salvador" en el centro de la capital salvadoreña, lugar donde antes se ubicaba el seminario.
En 1888 Mons. Adolfo Pérez y Aguilar fue nombrado primer Arzobispo de San Salvador por el Papa León XIII; posterior a este hecho, fue nombrado como director de la institución el Presbítero Francisco Moreno de quien no se tienen registros oficiales. Monseñor Jose Alfonso Belloso y Sánchez se convierte en director desde 1905 hasta 1916, y es él quien en 1907 solicita la autorización de establecer al Liceo con una secundaria, pues hasta entonces solo contaban con primaria. Ese año se registran 176 alumnos, desde kinder hasta Segundo Curso. En el año de 1910 11 estudiantes conformaron la primera promoción del Liceo Salvadoreño.
En 1913 el Padre Luís Fábregas, Provincial de la Orden de los Escolapios en Cuba y Barcelona, firmó un contrato con Monseñor Adolfo Pérez y Aguilar, con el fin de que esa orden tomará la dirección del Liceo Salvadoreño. La condición era que el padre superior general debía aprobarlo desde Roma para darle validez. Por circunstancias que no se conocen, los Escolapios no tomaron la dirección del colegio y vino la negativa del padre superior general. En 1914 tras la expulsión de los jesuitas desde México, se les aprobó la entrega del Liceo Salvadoreño. Por razones que tampoco se conocen, los jesuitas no tomaron la dirección de la institución.
Entre 1916 y 1923, el canónigo Raimundo Lazo, afrontó en la dirección un problema que la institución venía arrastrando desde años referente al factor económico, pues a mayor número de alumnos, debía crecer el número de profesores; además se debía pasar una cuota a la curia, pues el edificio que ocupaban, “La casa de madera”, era el antiguo seminario.
En 1922 la institución contaba con 22 maestros y comienza el funcionamiento de la primaria y la secundaria.

### 1924: La Congregación Marista
Tras un año de negociaciones y pláticas, en 1924 los Hermanos Maristas toman bajo su cargo el Liceo Salvadoreño; con un reto por afrontar pues hasta entonces su sistema educativo no era conocido en el país, pues ellos solo habían trabajado en San Miguel, en el Instituto Católico de Oriente. El Hermano Arnoldo Echeverría fue el primer director marista del Liceo Salvadoreño.

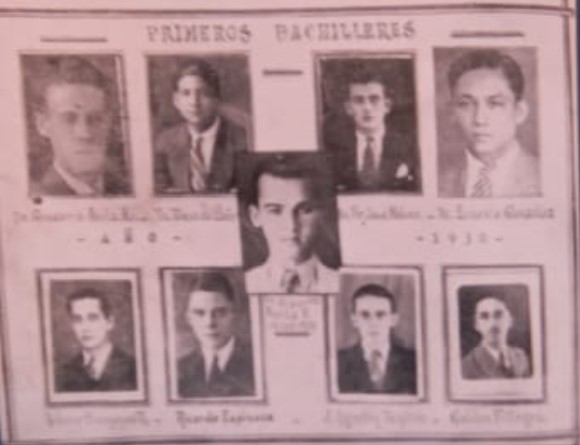
Primeros bachilleres del Liceo Salvadoreño, 1930.

Al llegar la Congregación de los Hermanos Maristas a América, específicamente a Colombia, enviaron a San Miguel una delegación de su personal para crear la primera comunidad marista en América Central. Esta comisión realizó visitas a las ciudades más importantes de El Salvador, para realizar consultas con autoridades eclesiásticas y escuchar sus inquietudes sobre el Liceo y otros centros educativos dependientes de la Iglesia. El Hno. Candidiano fue quien llevó hasta los Hermanos en Colombia la solicitud para buscar solución a las dificultades afrontadas por la institución.
La sociedad salvadoreña, año con año, fue enterándose del funcionamiento de la pedagogía marista bajo el lema ”Formar buenos cristianos y virtuosos ciudadanos”. De tal manera que se fueron multiplicando las solicitudes de ingreso; por lo que en 1926, el segundo Director Marista, el Hermano Treserras, construyó algunos salones más en la antigua “Casa de Madera” para seguir el desarrollo del centro educativo. Finalmente en 1930, los primeros frutos de la congregación marista al mando del Liceo Salvadoreño salen a relucir: 9 bachilleres.
En 1932, el hermano Anacleto Court buscó la solución de comprar un nuevo terreno para dar cabida a todos los estudiantes. Para 1934, la “Casa de Madera” fue adquirida por la Congregación, tras arduos diálogos con la curia.

### Desde 1952 hasta la fecha

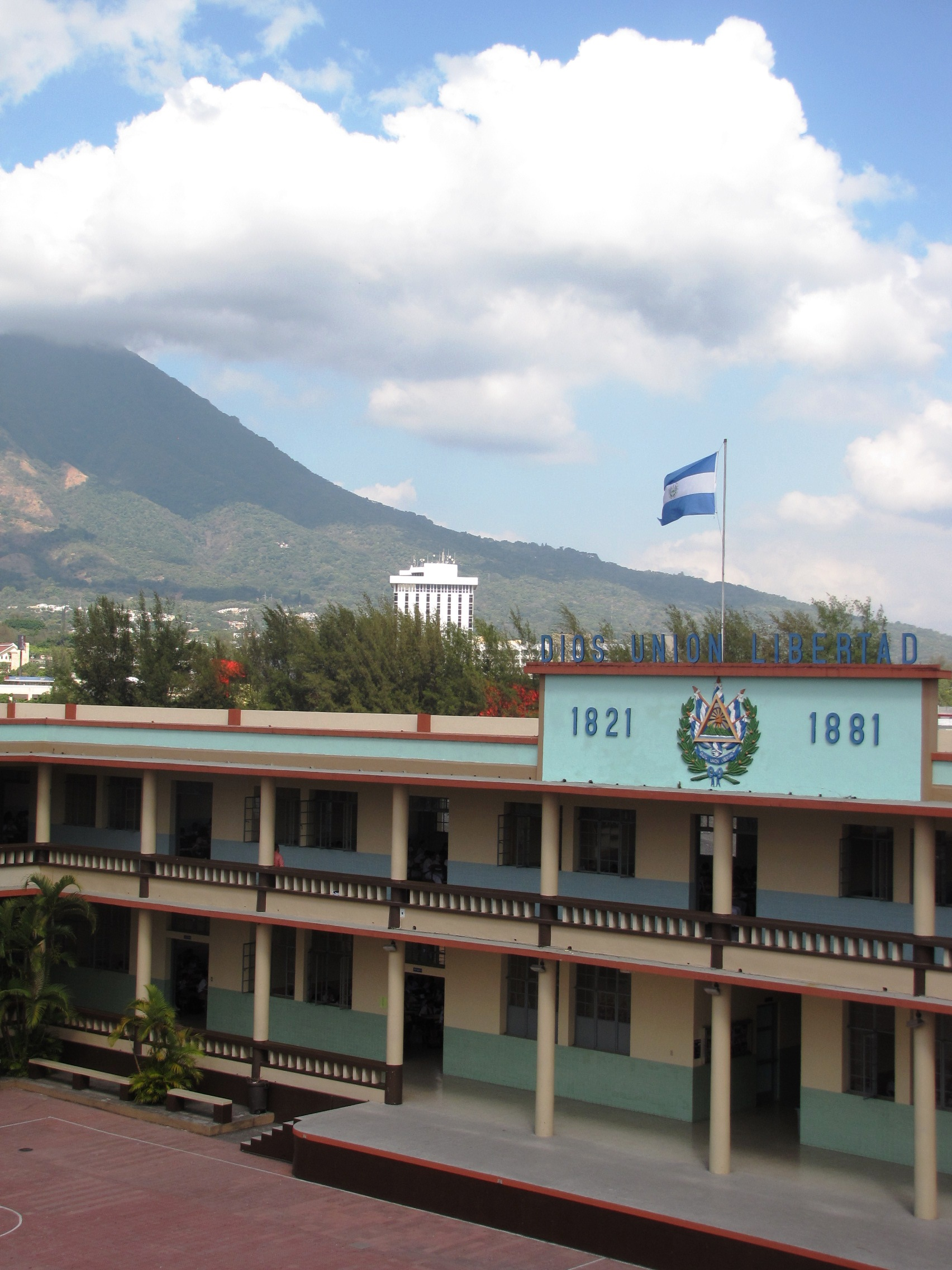
Atrio del edificio central.

El 1 de marzo de 1952, se coloca la primera piedra del nuevo edificio que albergaría al Liceo Salvadoreño. Mons. Luis Chávez y González bendijo la primera piedra del nuevo edificio, cuya construcción fue dirigida por el Ing. José Napoleón Duarte, antiguo alumno del colegio, y posterior presidente de la República de El Salvador. 
En 1954, los estudiantes inician sus clases en el nuevo edificio de la institución, fueron cerca de 500 alumnos los que se albergaron en dicho edificio. 
En ese mismo año, se estableció la primera junta directiva de la asociación de padres de familia, estableciéndose sus estatutos diez años después en 1964. Dicha organización funge como representación de todos los padres de familia del Liceo.
La inauguración solemne del edificio central se lleva a cabo el 8 de septiembre de 1956, cuando la capilla “Cristo Redentor” es finalizada. Fue nuevamente el señor arzobispo Luis Chávez y González, quien bendijo todo el edificio.

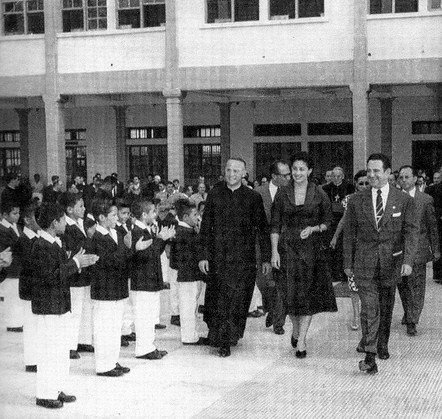
Jose maria lemus visitando el nuevo edificio del liceo

La familia Guirola, una de las familias más reconocidas en El Salvador, construye dentro del Campus del colegio “El Jardín Guirola”. Esto como monumento perpetuo de la muerte de sus dos hijos, alumnos de las institución, en un accidente. Actualmente se alberga en ese lugar el Primer Ciclo.
En 1965, los padres de familia en esfuerzo con las autoridades del colegio construyen el Gimnasio Champagnat bajo la dirección del Ing. Horacio Villavicencio, también exalumno marista. Dicha construcción concluyó en 1969, año en el que se inauguró la misma.
En 1971, el en ese entonces presidente de la república, Fidel Sánchez, asistió a la celebración de independencia, llevada a cabo en el patio central.
En este lugar se llevaron a cabo diversos eventos importantes para el país, entre los que destacan la ordenación como obispo de Monseñor Óscar Arnulfo Romero, así como en 1983 la visita del Papa, Juan Pablo II. 
En el año 1986, un fuerte terremoto sacudió la ciudad de San Salvador dañando gran parte del edificio central, el cual fue reconstruido posteriormente.

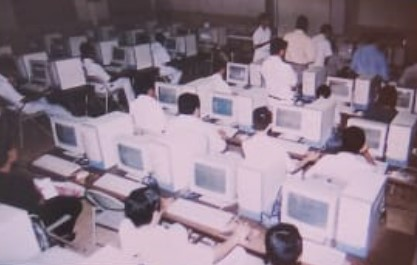
Primeros centros de cómputo del Liceo, años 90.

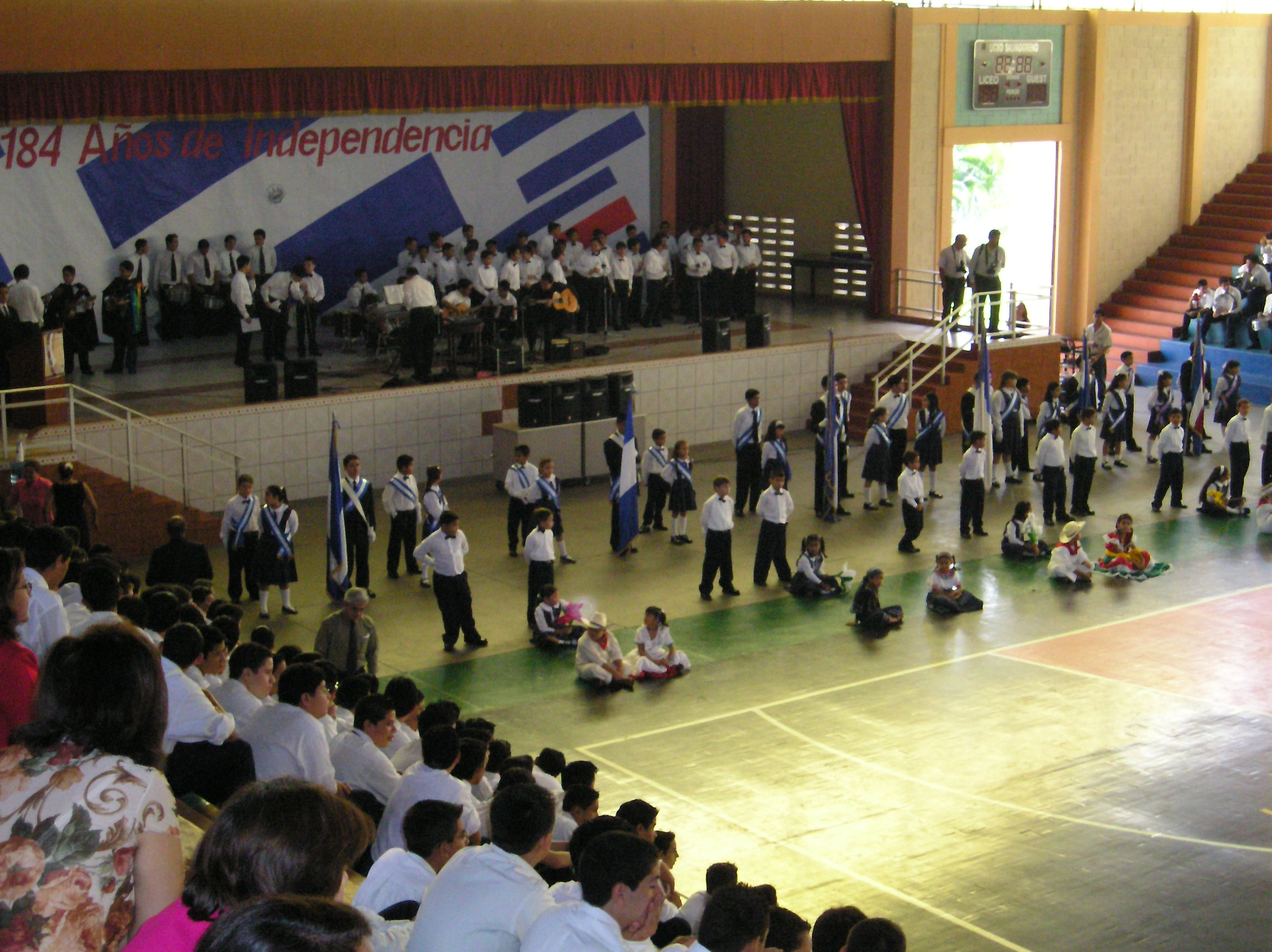
Acto de Independencia en el Liceo Salvadoreño.

## Actualidad

### Años 2000-2010
Desde el año 2001, el Liceo Salvadoreño ofrece educación mixta; hasta entonces era solo para varones. En el 2012 se graduó la primera promoción mixta en la historia del Liceo Salvadoreño, mismo año en el que se inauguró un nuevo edificio que alberga los cursos de kinder 4 y 5.
Esta institución cuenta actualmente con aproximadamente 2500 estudiantes, que acuden en dos turnos:
- Matutino: kinder 4 y 5. Primaria, 1.º, 2.º y 3.º Ciclo. (Hasta 8.º grado)
- Vespertino: desde 9.º grado hasta segundo año de Bachillerato.

La autoridad magisterial está constituida por aproximadamente 95 profesores, entre titulares, auxiliares y maestros especiales, así como una comunidad de 7 Hermanos Maristas, cuyo director es Jorge Castellanos, así como el rector el Hno. Salvador García
La infraestructura del colegio cuenta con tres edificios principales: el llamado Jardín Guirola, en donde se ubica primaria y primer ciclo; el edificio más nuevo en el que se alberga kinder 4 y 5; y el "Edificio Central" en el que reciben clases regulares los alumnos desde 4.º grado hasta 8.º por las mañanas, y 9.º grado y bachillerato por las tardes. El edificio central cuenta además con la casa que alberga a la comunidad de hermanos maristas.
En la actualidad sus exalumnos están asociados por medio de la Asociación de Exalumnos Maristas (ADEMAR).

### Años 2020

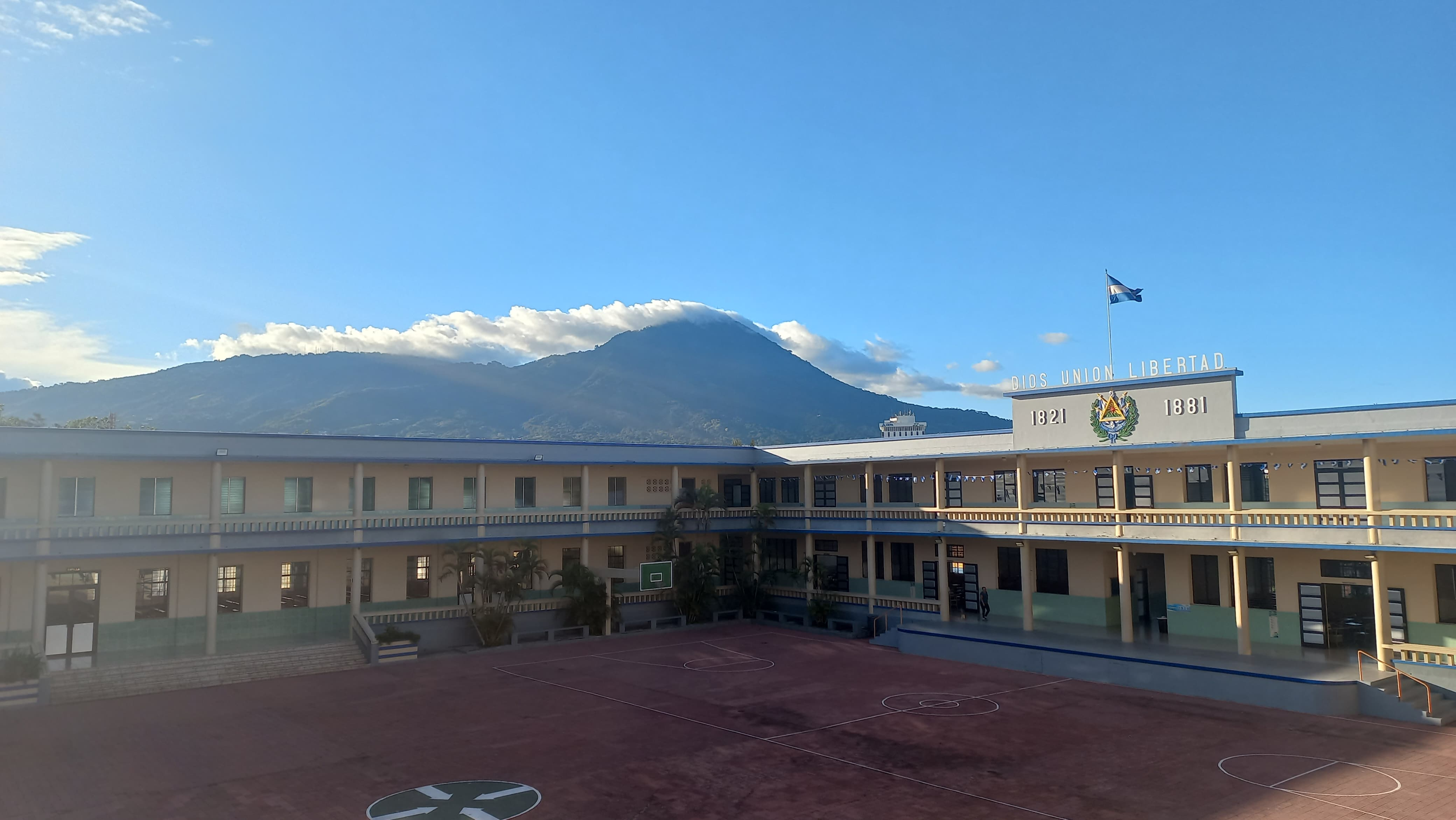
Edificio central del Liceo Salvadoreño en octubre de 2022

Durante la pandemia de COVID-19, las actividades del Liceo Salvadoreño se vieron restringidas, se tomaron clases totalmente virtuales desde marzo de 2020, hasta el segundo trimestre de 2021, cuando algunos alumnos optaron por tomar clases semi-presenciales, haciendo uso de las medidas de seguridad, como usar mascarilla y alcohol en gel.
En enero de 2022, la modalidad se volvió semi-presencial para todos los alumnos, en dicho año se alternaban grupos de alumnos por semana, para evitar la propagación del virus, y controlar de mejor manera los brotes del mismo. A medida que se fue controlando el virus a nivel mundial, se levantaron las restricciones, y en 2023, las clases se volvieron presenciales, habiendo aún uso de mascarillas. Hacia 2024, las actividades académicas y extracurriculares se hicieron todo el año de manera normal.